# 4519 Voronezh
4519 Voronezh eller 1976 YO4 är en asteroid i huvudbältet som upptäcktes den 18 december 1976 av den rysk-sovjetiske astronomen Nikolaj Tjernych vid Krims astrofysiska observatorium på Krim. Den har fått sitt namn efter den då sovjetiska staden Voronezj.
Asteroiden har en diameter på ungefär 5 kilometer.